# Kanadische Badmintonmeisterschaft 1939
Die Kanadische Badmintonmeisterschaft 1939 fand Anfang März 1939 in Toronto statt.

## Finalresultate
| Disziplin    | Sieger                      | Finalist                       | Ergebnis          |
| ------------ | --------------------------- | ------------------------------ | ----------------- |
| Herreneinzel | Dick Birch                  | John Samis                     | w.o.              |
| Dameneinzel  | Marjorie Delaney            | Margaret Taylor                | 11-7, 11-12, 11-7 |
| Herrendoppel | Jack Sibbald Rod Phelan     | Jim Snyder Paul Snyder         | 15-6, 7-15, 15-10 |
| Damendoppel  | Margaret Taylor Vess O’Shea | Marjorie Delaney Louise Turcot | 15-7, 17-15       |
| Mixed        | Dick Birch Vess O’Shea      | Len Schlemm Nancy Bonnar       | 15-4, 15-12       |